# Río Alao (Río Sisa)
Der Río Alao ist ein etwa 34 km langer linker Nebenfluss des Río Sisa in den Provinzen Lamas und El Dorado in der Region San Martín im zentralen Norden Perus. 

## Flusslauf
Der Río Alao entspringt in einem Höhenkamm im Südwesten des Distrikts Alonso de Alvarado (Provinz Lamas) auf einer Höhe von etwa 1650 m. Er verlässt den Höhenkamm in östlicher Richtung und wendet sich anschließend in Richtung Südsüdost. Bei Flusskilometer 25 passiert der Fluss die Kleinstadt Roque, bei Flusskilometer 14 überquert er die Provinzgrenze nach El Dorado. Auf den unteren neun Kilometern fließt der Río Alao nach Süden und mündet bei San Martín Alao auf einer Höhe von etwa 410 m in den nach Osten fließenden Río Sisa. 

## Einzugsgebiet
Das ca. 220 km² große Einzugsgebiet des Río Alao erstreckt sich über die Distrikte Alonso de Alvarado (Provinz Lamas) und San Martín (Provinz El Dorado). Es weist ein hügeliges Relief auf. Der Fluss durchquert größtenteils ein breites Tal. Das Gebiet ist relativ wenig bewaldet, es dominieren kleinflächige landwirtschaftliche Nutzflächen.